# Esther Sanz Selva
Esther Sanz Selva, née le 2 juillet 1985 à Valence, est une femme politique espagnole. Elle est députée européenne du 21 décembre 2023 au 15 juillet 2024.

## Biographie
Esther Sanz Selva étudie la sociologie. De profession, elle est travailleuse sociale et travaille avec des personnes sans-abri. Elle est active au sein de mouvements de jeunesse et d'étudiants, et est également liée au mouvement Movimiento 15-M. Elle rejoint le mouvement Podemos et en 2017, elle devient membre de sa direction. En 2019, elle est candidate au Parlement européen au sein de la coalition de gauche Unidas Podemos. Elle devient députée au Parlement européen en décembre 2023, en remplacement de Sira Rego, devenue ministre. Elle siège au sein du groupe de la Gauche jusqu'à la fin de la législature en juillet 2024.